# Phare de l'île Le Tigre

Le phare de l'île Le Tigre (en espagnol : Faro de Isla del Tigre) est un phare actif situé au sommet de l'île Le Tigre, dans le Département de Valle au Honduras.

## Histoire
Ce feu de signalisation maritime, qui est également répertorié comme aide à la navigation maritime, est situé au sommet de l'île Le Tigre, un volcan en sommeil émergeant des eaux du golfe de Fonseca.

## Description
Ce phare est une tour pyramidale à claire-voie, avec une galerie et une balise photovoltaïque de 20 m de haut. La tour est peinte avec des bandes horizontales rouges et blanches. Son feu isophase émet, à une hauteur focale d'environ 800 m, un éclat rouge d'une seconde par période de 2 secondes. Sa portée n'est pas connue.
Identifiant : Amirauté : G3363 - NGA : 111-15393 .

## Caractéristique dufeu maritime
Fréquence : 2 secondes (R)
- Lumière : 1 seconde
- Obscurité : 1 seconde

|                   |
| Carte du Honduras |

### Lien connexe
- Liste des phares du Honduras